# Síndrome de Ganser
Síndrome de Ganser é o termo médico para uma simulação de transtorno dissociativo com sintomas psiquiátricos severos, exuberante e inusitados. Durante o exame desses pacientes é comum respostas incoerentes, movimentos de intimidação e discurso despropositado com objetivo de convencer o observador de que ele, o paciente, está de fato louco. Pode ser considerado como parte do espectro dos transtornos histeria

## Prevalência
É comumente diagnosticando em criminosos tentando escapar da prisão ou obter tratamento especial. Também ocorre com pessoas vulneráveis a histeria e hipocondria. Pode estar associado a outros transtornos psiquiátricos como transtorno bipolar (provavelmente durante a mania), transtorno de personalidade evitativa ou associado com o uso de álcool ou drogas ilícitas. 

## Diagnóstico

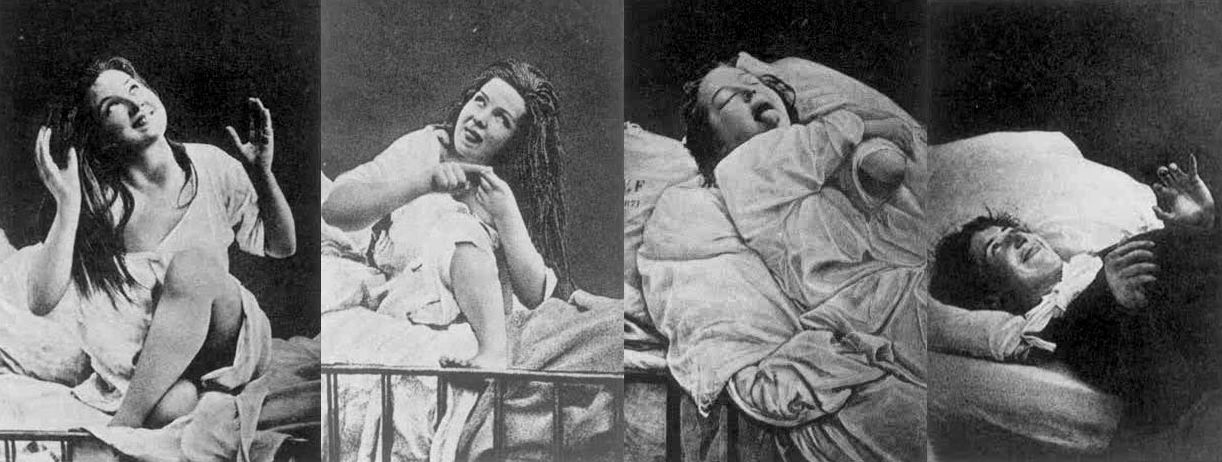
Também pode ser chamada de pseudodemência histérica ou psicose de prisão.

É um diagnóstico residual pois para ser diagnosticada é obrigatório que vários exames diferentes como eletroencefalograma e hemograma não indiquem nenhuma alteração orgânica significativa. Ao fazer perguntas simples ao paciente ele geralmente responde algo aproximado ao certo indicando que ele está ouvindo o profissional de saúde, compreendeu a pergunta e é capaz de responder a um pedido de resolução de problema. Por exemplo, ao perguntar: "quanto é 2+2?" ele pode responder "5" (ou qualquer número diferente de 4). Um paciente que realmente esteja tendo um surto psicótico dificilmente compreenderia a pergunta, daria a atenção apropriada ao profissional, entenderia que lhe esperado dar uma resposta numérica ou mesmo capaz de responder com uma linguagem (facilmente) compreensível.